# Чорний Яр (Новолялинський міський округ)
Чо́рний Яр (рос. Чёрный Яр) — селище у складі Новолялинського міського округу Свердловської області.
Населення — 41 особа (2010, 109 у 2002).
Національний склад населення станом на 2002 рік: росіяни — 85 %.